# Zwanestraat
De Zwanestraat is een straat in de stad Groningen. De straat loopt van de Grote Markt naar de Oude Kijk in 't Jatstraat/Stoeldraaierstraat/Kromme Elleboog. De straat is ingericht als voetgangersgebied.

## Geschiedenis
De Zwanestraat is de jongste straat in de binnenstad. Ubbo Emmius vermeldt de straat voor het eerst in de tweede druk van zijn De agro Frisiae. In zijn eerste druk worden 26 grote straten in de Stad genoemd, in de tweede druk schrijft hij:
Bij het aantal der grotere straten heeft zich in de afgelopen jaren een geheel nieuwe zevenentwintigste straat gevoegd, getooid met sierlijke gebouwen; deze begint bij de noordwesthoek van de Grote Markt, doorsnijdt de tuin van het Franciscanerklooster en loopt naar dat deel van de Stad dat zich naar de rivier uitstrekt.
De straat werd toen aangeduid als Nieuwe straat.
De naam van de straat is afgeleid van het huis dat aan de Grote Markt stond op de plek waar de Zwanestraat nu begint. Dat huis, Die Witte Swane werd in 1610 door het stadsbestuur aangekocht om de aanleg van de straat mogelijk te maken.

## Monumenten
De Zwanestraat telt zes rijksmonumenten en veertien panden die beschermd worden als gemeentelijk monument.
| Adres            | Bouwjaar | Beschrijving | Monument  | Foto                             |
| ---------------- | -------- | --- | --------- | -------------------------------- |
| Zwanestraat 1    | 1891     | Woonhuis in neorenaissancestijl                                                                                 | GM 102916 | Zwanestraat 1                    |
| Zwanestraat 2    | 1939     | Winkelpand gebouwd voor C&A, een van de weinige panden aan de Guldenstraat die gespaard bleef bij de bevrijding | GM 104397 | Zwanestraat 2/Guldenstraat 40-44 |
| Zwanestraat 3    |          | | GM 103567 |                                  |
| Zwanestraat 4    |          | | GM 103583 | Zwanestraat 4                    |
| Zwanestraat 6-8  |          | | GM 103584 |                                  |
| Zwanestraat 9-9a |          | Woonhuis uit 1870 met een houten winkelpui uit 1913.                                                            | RM 486713 | Zwanestraat 9-9a, Groningen      |
| Zwanestraat 11   | 1610     | Woonhuis uit begin 17e eeuw, nu deels winkelpand                                                                | GM 103570 | Zwanestraat 11, Groningen        |
| Zwanestraat 12   |          | Het Soephuis, op de hoek van het Soephuisstraatje. Gevel uit 1613.                                              | RM 18742  | Zwanestraat 12, Groningen        |
| Zwanestraat 13   |          | | GM 103571 |                                  |
| Zwanestraat 15   | 1610     | Woonhuis uit begin 17e eeuw, nu deels winkelpand.                                                               | GM 103572 | Zwanestraat 15, Groningen        |
| Zwanestraat 21   |          | | GM 103574 |                                  |
| Zwanestraat 24   |          | | GM 103589 |                                  |
| Zwanestraat 25   | 1610     | Woonhuis uit begin 17e eeuw, later uitgebouwd naar de Poststraat                                                | GM 103576 | Zwanestraat 25, rechts           |
| Zwanestraat 26   |          | Onderkelderd woonhuis met twee verdiepingen                                                                     | RM 18743  | Zwanestraat 26, Groningen        |
| Zwanestraat 28   |          | Woonhuis met verdieping, nu horeca. Karakteristieke schelpmotieven boven de vensters                            | RM 18744  | Zwanestraat 28, Groningen        |
| Zwanestraat 29   |          | | GM 103578 |                                  |
| Zwanestraat 30   |          | Woonhuis uit begin 17e eeuw met zadeldak. Op verdieping en zolderverdieping schelpenmotief.                     | RM 18745  | Zwanestraat 30, Groningen        |
| Zwanestraat 31   | 1885     | Woonhuis in eclectische bouwstijl met jongere winkelpui                                                         |           |                                  |
| Zwanestraat 35   |          | Woonhuis, vier vensters breed. Volledig onderkelder met verdieping en lage zolderverdieping                     | RM 18741  | Zwanestraat 35, Groningen        |
| Zwanestraat 37   | 1614     | Woonhuis uit begin 17e eeuw met verdieping en topgevel                                                          | GM 103581 | Zwanestraat 37, Groningen        |
| Zwanestraat 47   |          | Woonhuis uit de 18e eeuw, nu winkels met daarboven kamerverhuur                                                 | GM 103837 | Zwanestraat 47, Groningen        |

Achter de Muur · 
Akerkhof · 
Akerkstraat · 
Broerstraat · 
Brugstraat ·
Bruine Ruiterstraat ·
Burchtstraat · 
Butjesstraat ·
Carolieweg ·
Coehoornsingel · 
Donkersgang · 
Driften · 
Emmaplein · 
Folkingestraat · 
Folkingedwarsstraat ·
Ganzevoortsingel · 
Gasthuisstraatje ·
Gedempte Kattendiep ·
Gedempte Zuiderdiep ·
Gelkingestraat ·
Grote Kromme Elleboog ·
Grote Markt ·
Guldenstraat ·
Guyotplein ·
Haddingestraat ·
Haddingedwarsstraat ·
Hardewikerstraat ·
Hereplein · 
Herebinnensingel ·
Heresingel ·
Herestraat ·
Hoekstraat ·
Hofstraat ·
Hoge der A ·
Hoogstraatje ·
Jacobijnerstraat ·
Kleine der A ·
Kattenhage ·
Kleine Kromme Elleboog ·
't Klooster ·
Kostersgang ·
Koude Gat ·
Kreupelstraat ·
Kwinkenplein ·
De Laan ·
Lage der A ·
Lopende Diep ·
Lutkenieuwstraat ·
Marktstraat ·
Martinikerkhof ·
Munnekeholm ·
Muurstraat ·
Naberstraat ·
Nieuwe Boteringestraat ·
Nieuwe Ebbingestraat ·
Nieuwe Kerkhof ·
Nieuwe Kijk in 't Jatstraat ·
Nieuwe Markt ·
Nieuwstad ·
Noorderhaven ·
Oosterstraat ·
Ossenmarkt ·
Oude Boteringestraat ·
Oude Ebbingestraat ·
Oude Kijk in 't Jatstraat ·
Papengang ·
Pausgang · 
Pelsterstraat ·
Peperstraat ·
Poelestraat ·
Praediniussingel ·
Rademarkt ·
Radesingel ·
Reitemakersrijge ·
Rode Weeshuisstraat ·
Schoolstraat · 
Schoolholm · 
Schuitemakersstraat ·
Schuitendiep · 
Sieboldsgang · 
Singelstraat · 
Sint Jansstraat ·
Sint Walburgstraat ·
Spilsluizen ·
Stationsstraat ·
Steentilstraat ·
Stoeldraaierstraat · 
Torenstraat · 
Turfstraat ·
Turfsingel ·
Turftorenstraat ·
Ubbo Emmiussingel ·
Vismarkt ·
Visserstraat ·
Waagstraat ·
Zoutstraat ·
Zwanestraat